# Hvidplettet lungeurt
Hvidplettet lungeurt (Pulmonaria officinalis), også betegnet som ægte lungeurt, er en planteart i Rublad-familien (Boraginaceae). Den er udbredt over hele Europa, undtagen Norge og Storbritannien.

## Beskrivelse
Hvidplettet lungeurt er en 10-30 cm høj er en flerårig urteagtig plante, der i Danmark vokser almindeligt på muldbund i skove.
Hvidplettet Lungeurt danner en roset af grundstillede, æg- til hjerteformede blade. Både disse og de spredtstillede, elliptiske stængelblade er ensfarvet grønne (eller undertiden svagt plettede) og blødhårede blade og med hel rand.
Blomstringen sker i april-maj. Blomsterne er samlet i endestillede stande med nogle få, tragtformede, først rødlige og senere blåviolette kroner. Delfrugterne har olierigt vedhæng.
Rodnettet består af krybende jordstængler, som bærer tykke trævlerødder. Lungeurt er spiselig og kan også bruges i te som et slimløsende og lindrende middel ved hoste. Blomsterne er fine at bruge både i salatskålen og som pynt på kager og desserter.
Lungeurt er sjælden ude i naturen. Arten er sjælden i Danmark.

## Forekomst
Pulmonaria officinalis er udbredt i store dele af Europa: vestlig til Ardennerne, nordlig til Holland, Danmark og Svealand. Den forekommer ikke i Norge. Mod øst til midten af Rusland og Kaukasus, mod syd forekommer den til den nordlige del Balkanhalvøen og til Midtitalien.
Hvidplettet lungeurt vokser i urterige Løvskove, i blandede bøgeskove og i bjergene indtil en højde af ca. 1300 meter. I Sydeuropa er den mere almindelig end i Nordeuropa. Den blomstrer bedst på en næringsrig, kalkrig, leret jord. Den er en karakterart i Fagetalia sylvaticae.

## Taxonomi og navngivelse
Navnet Pulmonaria kommer fra latin pulmo = Lunge og blev første gang anvendt af Leonhart Fuchs. Hvidplettet lungeurt er siden middelalderen blevet anvendt mod lungelidelser. Hildegard von Bingen kaldte den lungerod.
Den første som offentliggjorde Pulmonaria officinalis var Carl von Linné. Synonymet fra Pulmonaria officinalis er: Pulmonaria konradii, Pulmonaria maculosa, Pulmonaria tridentina, Pulmonaria officinalis subsp. maculosa.

## Indholdsstoffer
Hvidplettet lungeurt indeholder blandt andet kiselsyre, slim, overfladeaktive glykosider, garvesyre og store mængder af mineraler og virker derigennem hoste og betændelseshæmmende. Blomsterne indeholder et farvestof, der tilhører farvestofferne Anthocyaninerne – som ved ændring af syreindholdet veksler farve fra rød (sur) til blå (Base (kemi)|basisk).

## Galleri
- llustration
- Plant of Pulmonaria officinalis
- Flowers of Pulmonaria officinalis
- Flowers of Pulmonaria officinalis
- Flowers of Pulmonaria officinalis
- Flowers of Pulmonaria officinalis
- Typisk Løvblad fra hHidplettet lungeurt
- Udsnit af blomstringsstanden
- Snit gennem blomsten